# Vertice franco-italiano
I vertici franco-italiani (in francese sommets franco-italiens) o consultazioni franco-italiane (in francese consultations franco-italiennes) sono incontri istituzionali regolari che coinvolgono il presidente francese e il presidente del Consiglio italiano dal 1982.

## Elenco
| N° | Città           | Paese   | Data                   | Presidente francese | Presidente del Consiglio italiano | Note |
| -- | --------------- | ------- | ---------------------- | ------------------- | --------------------------------- | ---- |
| 1  | Roma            | Italia  | 26 – 27 febbraio 1982  | François Mitterrand | Giovanni Spadolini                |      |
| 2  | Parigi          | Francia | 14 – 15 febbraio 1983  | François Mitterrand | Amintore Fanfani                  |      |
|    | Venezia         | Italia  | 17 – 18 novembre 1983  | François Mitterrand | Bettino Craxi                     |      |
|    | Parigi          | Francia | 9 novembre 1984        | François Mitterrand | Bettino Craxi                     |      |
| 6  | Firenze         | Italia  | 13 – 14 giugno 1985    | François Mitterrand | Bettino Craxi                     |      |
| 7  | Parigi          | Francia | 28 novembre 1986       | François Mitterrand | Bettino Craxi                     |      |
| 8  | Napoli          | Italia  | 26 novembre 1987       | François Mitterrand | Giovanni Goria                    |      |
| 9  | Arles           | Francia | 27 ottobre 1988        | François Mitterrand | Ciriaco De Mita                   |      |
| 10 | Venezia         | Italia  | 5 ottobre 1989         | François Mitterrand | Giulio Andreotti                  |      |
| 11 | Parigi          | Francia | 8 ottobre 1990         | François Mitterrand | Giulio Andreotti                  |      |
| 12 | Viterbo         | Italia  | 17 – 18 ottobre 1991   | François Mitterrand | Giulio Andreotti                  |      |
| 13 | Parigi          | Francia | 10 novembre 1992       | François Mitterrand | Giuliano Amato                    |      |
| 14 | Roma            | Italia  | 26 novembre 1993       | François Mitterrand | Carlo Azeglio Ciampi              |      |
| 15 | Aix-en-Provence | Francia | 16 dicembre 1994       | François Mitterrand | Berlusconi                        |      |
| 16 | Napoli          | Italia  | 3 – 4 ottobre 1996     | Jacques Chirac      | Oscar Luigi Scalfaro              |      |
| 17 | Chambéry        | Francia | 2 – 3 ottobre 1997     | Jacques Chirac      | Romano Prodi                      |      |
| 18 | Firenze         | Italia  | 5 – 6 ottobre 1998     | Jacques Chirac      | Romano Prodi                      |      |
| 19 | Nîmes           | Francia | 23 – 24 settembre 1999 | Jacques Chirac      | Massimo D'Alema                   |      |
| 20 | Torino          | Italia  | 29 gennaio 2001        | Jacques Chirac      | Giuliano Amato                    |      |
| 21 | Périgueux       | Francia | 27 novembre 2001       | Jacques Chirac      | Silvio Berlusconi                 |      |
| 22 | Roma            | Italia  | 7 novembre 2002        | Jacques Chirac      | Carlo Azeglio Ciampi              |      |
| 23 | Parigi          | Francia | 2 luglio 2004          | Jacques Chirac      | Silvio Berlusconi                 |      |
| 24 | Parigi          | Francia | 4 ottobre 2005         | Jacques Chirac      | Silvio Berlusconi                 |      |
| 25 | Lucca           | Italia  | 24 novembre 2006       | Jacques Chirac      | Romano Prodi                      |      |
| 26 | Nizza           | Francia | 30 novembre 2007       | Nicolas Sarkozy     | Romano Prodi                      |      |
| 27 | Roma            | Italia  | 24 febbraio 2009       | Nicolas Sarkozy     | Silvio Berlusconi                 |      |
| 28 | Parigi          | Francia | 9 aprile 2010          | Nicolas Sarkozy     | Silvio Berlusconi                 |      |
| 29 | Roma            | Italia  | 26 aprile 2011         | Nicolas Sarkozy     | Silvio Berlusconi                 |      |
| 30 | Lione           | Francia | 3 dicembre 2012        | François Hollande   | Mario Monti                       |      |
| 31 | Roma            | Italia  | 20 novembre 2013       | François Hollande   | Enrico Letta                      |      |
| 32 | Parigi          | Francia | 24 febbraio 2015       | François Hollande   | Matteo Renzi                      |      |
| 33 | Venezia         | Italia  | 8 marzo 2016           | François Hollande   | Matteo Renzi                      |      |
| 34 | Lione           | Francia | 27 settembre 2017      | Emmanuel Macron     | Paolo Gentiloni                   |      |
| 35 | Napoli          | Italia  | 27 febbraio 2020       | Emmanuel Macron     | Giuseppe Conte                    |      |